# Phân họ Chuột Cựu Thế giới
Phân họ Chuột Cựu Thế giới, danh pháp khoa học: Murinae, là một phân họ chuột của họ Chuột (Muridae), bao gồm khoảng 519 loài, gồm chuột cống và chuột nhắt Cựu Thế giới. Xét về mức độ phong phú về loài, phân họ này lớn hơn tất cả các họ động vật có vú ngoại trừ Cricetidae và Muridae, và lớn hơn tất cả các bộ động vật có vú ngoại trừ dơi và phần còn lại của Bộ Gặm nhấm.

## Miêu tả
Chuột Cựu Thế giới có nguồn gốc từ châu Phi, châu Âu, châu Á và Úc. Chúng là động vật có vú có nhau thai trên cạn. Chúng cũng đã được du nhập vào tất cả các châu lục ngoại trừ Nam Cực và là động vật gây hại nghiêm trọng. Điều này đặc biệt đúng ở các cộng đồng đảo, nơi chúng đã góp phần gây ra sự nguy cấp và tuyệt chủng cho nhiều loài động vật bản địa.
Hai loài chuột nổi bật đã trở thành động vật thí nghiệm quan trọng: chuột nâu và chuột nhắt nhà đều được sử dụng làm đối tượng y học.

## Phân loại
- Tông Apodemini
- Tông Arvicanthini
- Tông Hapalomyini
- Tông Hydromyini
- Tông Malacomyini
- Tông Millardini
- Tông Murini
- Tông Otomyini
- Tông Phloeomyini
- Tông Praomyini
- Tông Rattini
- Tông Vandeleurini
- Incertae sedis
  - † Alormys
  - † Coryphomys
  - Hadromys
  - † Hooijeromys
  - † Milimonggamys
  - † Rakasamys
  - Vernaya
  - † Spelaeomys